# Liste der Monuments historiques in Le Givre
Die Liste der Monuments historiques in Le Givre führt die Monuments historiques in der französischen Gemeinde Le Givre auf.

## Liste der Bauwerke
| Bezeichnung                  | Beschreibung | Standort               | Kennzeichnung | Schutzstatus   | Datum | Bild           |
| ---------------------------- | ------------ | ---------------------- | ------------- | -------------- | ----- | -------------- |
| Menhir du Champ du Rocher    |              | Le Moulin-Rouge (Lage) | PA00110129    | Classé         | 1980  |                |
| Schloss La Brunière          |              | (Lage)                 | PA00110128    | Classé Inscrit | 1984  | weitere Bilder |
| Menhir des Petites Jaunières |              | La Brunière (Lage)     | PA00110130    | Classé         | 1980  |                |